# Балаболиха
Балаболиха (рос. Балаболиха) — присілок в Шар'їнському районі Костромської області Російської Федерації.
Населення становить 62 особи. Входить до складу муніципального утворення Зебляковське сільське поселення.

## Історія
Від 2007 року входить до складу муніципального утворення Зебляковське сільське поселення.

## Населення
| 2008 | 2010 | 2014 |
| ---- | ---- | ---- |
| 62   | ↗72  | ↘62  |